# Mostki (Zbydniów)
Mostki – część wsi Zbydniów w Polsce położona w województwie małopolskim, w powiecie bocheńskim, w gminie Łapanów.
W latach 1975–1998 Mostki  należały administracyjnie do województwa tarnowskiego.